# Tilesius-Gymnasium

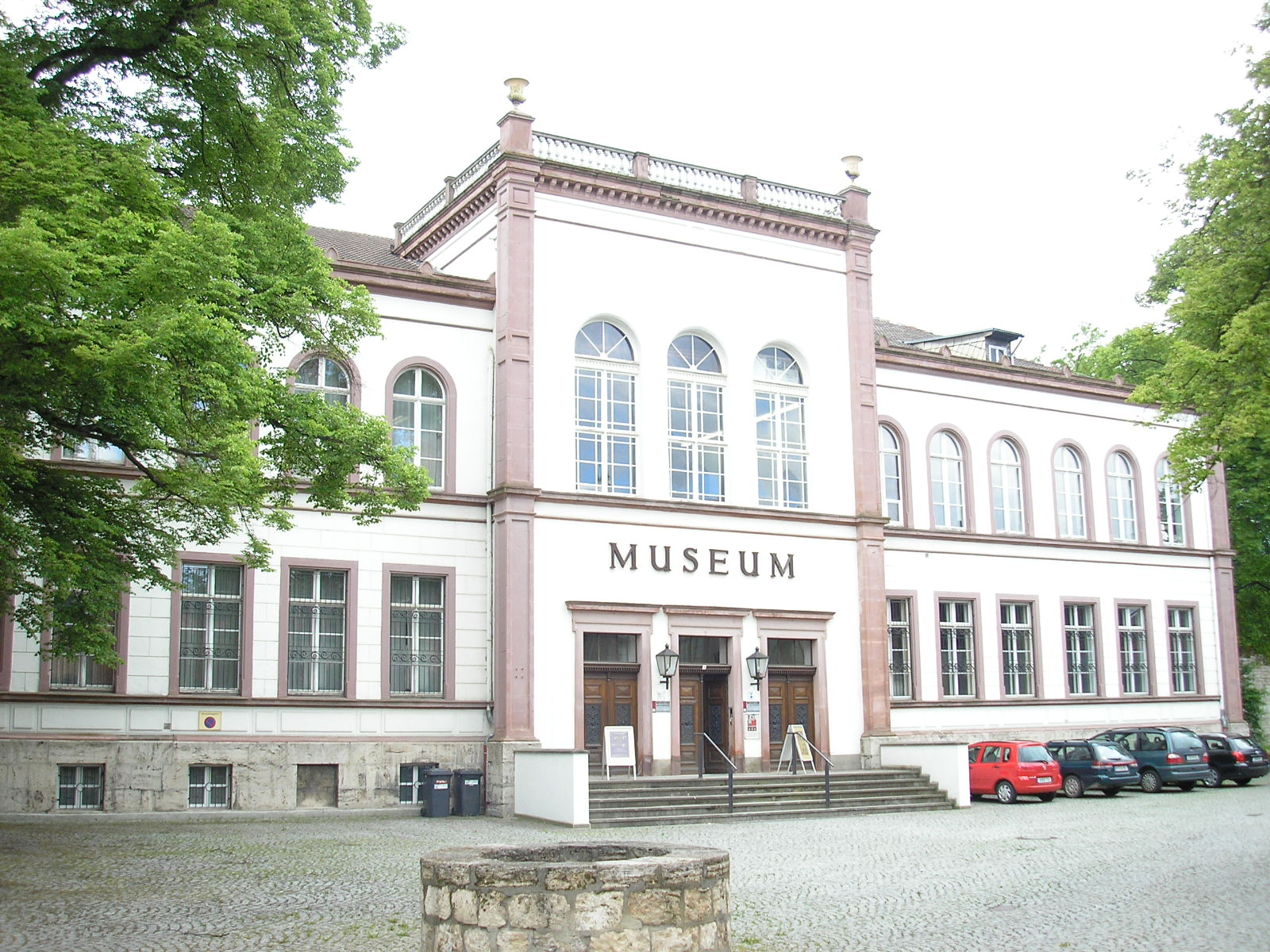
Gebäude am Lindenbühl, genutzt zwischen 1870 und 1927

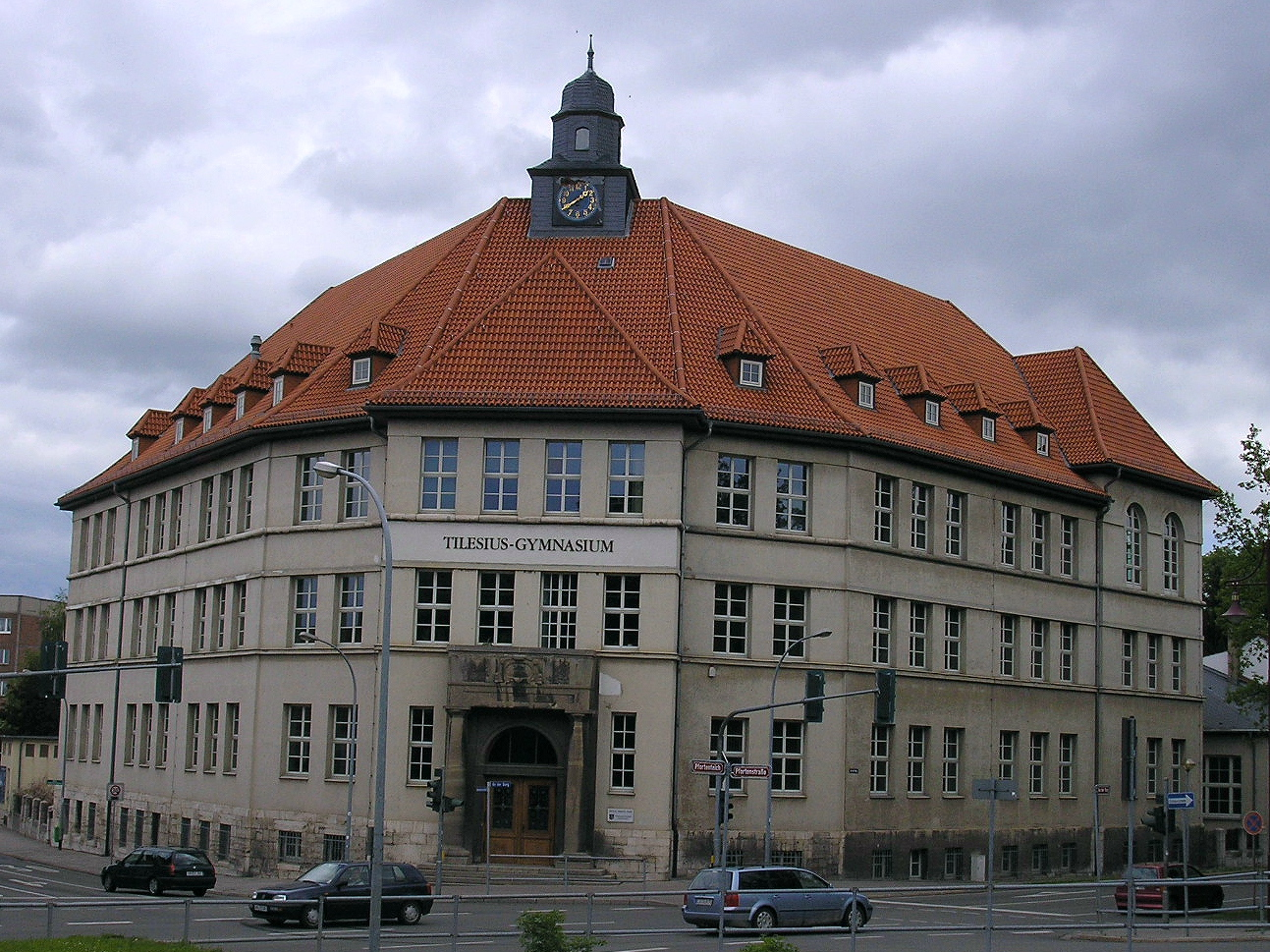
Gebäude An der Burg, genutzt seit 1927

Das Tilesius-Gymnasium ist ein staatliches Gymnasium in Mühlhausen in Thüringen. Benannt ist es nach dem Mühlhäuser Naturforscher Wilhelm Gottlieb Tilesius von Tilenau (1769–1857).

## Geschichte
Das Tilesius-Gymnasium ist die älteste derzeit noch existierende höhere Schule Mühlhausens und ging ursprünglich aus der 1542 gegründeten Stadtschule im Franziskanerkloster am Kornmarkt (1543–1547) hervor. Mit der Niederlage des Schmalkaldischen Bund schien 1547 zunächst das Ende dieser protestantischen Schule besiegelt.
Als nach dem Augsburger Religionsfrieden die lutherische Reformation 1557 in Mühlhausen erneut eingeführt wurde, forderte der erste Superintendent Hieronymus Tilesius sogleich die Wiedereröffnung der Stadtschule. Im Jahr 1563 erfolgte schließlich die Einweihung des Neubaus der Schule auf dem Hof der Blasiuskirche. Von dort zog die Einrichtung 1580 in die Neue Straße 10 (seit 1626 unter der Bezeichnung Gymnasium). Im Jahr 1841 erfolgte ein weiterer Umzug in die Brückenstraße 32. Nachdem man bereits zuvor die Unterstufe organisatorisch vom eigentlichen Gymnasium getrennt hatte, konnten in dem Neubau auch eine räumliche Trennung vollzogen werden. Während der südliche Teil des Gebäudes vom Gymnasium genutzt wurde, war im nördlichen Teil die neue Knabenbürgerschule untergebracht. Schließlich kam es 1870 zu einem weiteren Umzug des Gymnasiums, in das heute vom Heimatmuseum genutzte Gebäude am Lindenbühl 61. Im Jahr 1927 zog die inzwischen als Reformrealgymnasium neu organisierten Schule schließlich in das Gebäude An der Burg 19, welches noch heute genutzt wird.
Auch wenn bereits vor dem Zweiten Weltkrieg erste Schülerinnen in den Schulunterlagen nachweisbar sind, handelte es sich bei der Einrichtung zu dieser Zeit eigentlich noch um eine Knabenschule, wie auch der seit 1938 übliche Name Oberschule für Jungen deutlich macht. Erst 1946 wurde der getrennte Unterricht für Jungen und Mädchen offiziell aufgegeben, was hauptsächlich dem Lehrermangel, nach der Entlassung von 241 ehemaligen NSDAP-Mitgliedern, geschuldet war. Im Jahr 1959 erfolgte die Umbenennung der Oberschule in Erweiterte Oberschule (seit 1975 Erweiterte Oberschule Erich Weinert).
Seit der Neustrukturierung der Schulen nach der Wiedervereinigung in den Jahren 1990/91 besteht das Tilesius-Gymnasium aus zwei Schulteilen, zum einen dem Gebäude Georgiischule, das von den Klassenstufen 5 bis 9 genutzt wird und dem Gebäude An der Burg, welches von den Klassenstufen 10 bis 12 genutzt wird.

## Bedeutende Schüler
Quelle
- Johannes Eccard (1553–1611), Organist und Komponist
- Liborius Wagner (1593–1631), katholischer Priester
- Georg Neumark (1621–1681), Dichter und Komponist
- Christian Ernst von Reichenbach (1644–1699), Staatsmann und Hochschullehrer
- Christian Gottlieb Altenburg (1842–1826), Arzt und Heimatforscher
- Wilhelm Gottlieb Tilesius von Tilenau (1769–1857), Meeresbiologe, Teilnehmer der ersten russischen Weltumsegelung (Namensgeber des Gymnasiums)
- Karl Theodor Gier (1796–1856), Jurist und Politiker
- Friedrich August Stüler (1800–1865), Architekt (Neues Museum in Berlin)
- Johann August Röbling (1806–1869), Konstrukteur der Brooklyn Bridge
- Karl Gottfried Pfannschmidt (1819–1887), Maler
- Karl Steinhäuser (1823–1903), Musiker
- Oscar Hertwig (1849–1922), Zoologe
- Richard von Hertwig (1850–1937), Zoologe
- Albert Paul (1879–1949), Politiker
- Johann-Georg Schill (1908–1988), Schweriner Oberkirchenratspräsident